# Noah Lyles
Noah Lyles (Gainesville, 18 de julio de 1997) es un deportista estadounidense que compite en atletismo, especialista en las carreras de velocidad.
Participó en dos Juegos Olímpicos de Verano, obteniendo tres medallas, bronce en Tokio 2020 (200 m) y dos en París 2024, oro en 100 m y bronce en 200 m.
Ganó siete medallas en el Campeonato Mundial de Atletismo entre los años 2019 y 2023, dos medallas de plata en el Campeonato Mundial de Atletismo en Pista Cubierta de 2024 y tres medallas en los Relevos Mundiales entre los años 2017 y 2024.

## Palmarés internacional
| Juegos Olímpicos                     | Juegos Olímpicos        | Juegos Olímpicos  | Juegos Olímpicos |
| Año                                  | Lugar                   | Medalla           | Prueba           |
| ------------------------------------ | ----------------------- | ----------------- | ---------------- |
| 2020                                 | Tokio (Japón)           | Medalla de bronce | 200 m            |
| 2024                                 | París (Francia)         | Medalla de oro    | 100 m            |
| 2024                                 | París (Francia)         | Medalla de bronce | 200 m            |
| Campeonato Mundial                   |                         |                   |                  |
| Año                                  | Lugar                   | Medalla           | Prueba           |
| 2019                                 | Doha (Catar)            | Medalla de oro    | 200 m            |
| 2019                                 | Doha (Catar)            | Medalla de oro    | 4 × 100 m        |
| 2022                                 | Eugene (Estados Unidos) | Medalla de oro    | 200 m            |
| 2022                                 | Eugene (Estados Unidos) | Medalla de plata  | 4 × 100 m        |
| 2023                                 | Budapest (Hungría)      | Medalla de oro    | 100 m            |
| 2023                                 | Budapest (Hungría)      | Medalla de oro    | 200 m            |
| 2023                                 | Budapest (Hungría)      | Medalla de oro    | 4 × 100 m        |
| Campeonato Mundial en Pista Cubierta |                         |                   |                  |
| Año                                  | Lugar                   | Medalla           | Prueba           |
| 2024                                 | Glasgow (Reino Unido)   | Medalla de plata  | 60 m             |
| 2024                                 | Glasgow (Reino Unido)   | Medalla de plata  | 4 × 400 m        |
| Relevos Mundiales                    |                         |                   |                  |
| Año                                  | Lugar                   | Medalla           | Prueba           |
| 2017                                 | Nasáu (Bahamas)         | Medalla de plata  | 4 × 200 m        |
| 2019                                 | Yokohama (Japón)        | Medalla de plata  | 4 × 100 m        |
| 2024                                 | Nasáu (Bahamas)         | Medalla de oro    | 4 × 100 m        |